# Afra de Augsburgo
Afra de Augsburgo (Augsburgo, s. III-Augsburgo, posiblemente en un islote del río Lech cercano a la actual Friedberg, 304) fue una mártir cristiana de la actual Baviera. Es venerada como santa en la Iglesia católica. Santa Afra es la santa patrona de la ciudad y de la diócesis de Augsburgo. También en la iglesia protestante se la considera un testimonio memorable de fe. Fue perseguida y quemada en la hoguera durante la persecución de Diocleciano.

## Biografía
No es hasta el siglo V que aparece mencionada en los santorales y, debido a que todo proviene de tradición oral, no existen casi hechos confirmados sobre la vida de la santa. Según la tradición, después de que el padre de santa Afra, el rey de Chipre, fuese asesinado, su madre, que más tarde fue venerada como santa Hilaria, huyó con su hija Afra hasta Augsburgo, vía Roma. Por sus orígenes chipriotas, fue designada por su madre como sirvienta de la diosa Venus y ejerció la prostitución cuando creció. Cuando comenzó la persecución de los cristianos durante el reinado del emperador romano Diocleciano, el obispo Narciso de Gerona se refugió en Augsburgo y se alojó con Afra y su madre, Hilaria. A través de sus enseñanzas, monseñor Narciso convirtió a Afra y a su familia al cristianismo y se dice que este bautizó a Afra y ordenó presbítero (u obispo) al hermano de Hilaria, llamado Dionisio, antes de marcharse. Cuando se supo que Afra era cristiana, fue llevada ante Diocleciano y ordenada a sacrificar a sus ídolos paganos. Se negó y fue condenada a muerte por el fuego en una pequeña isla en el río Lech, y sus restos fueron enterrados a distancia del lugar de su martirio. Su madre y sus criadas (Ligna, Eunonia y Eutropía) sufrieron más tarde la misma suerte, por haberla enterrado en una bóveda funeraria.
Según un relato alternativo de un documento anterior, Afra fue decapitada, en lugar de ser quemada. El Martyrologium Hieronymianum (una compilación de mártires) menciona que Afra "sufrió en la ciudad de Augsburgo" y fue "enterrada allí".
Según Carl Egger, parece que el autor de la passio mezcló el relato de Afra con el de Venerea, mártir de Antioquía, mencionadas el mismo día en el Martyrologium Hieronymianum. Por el contrario, otros santorales antiguos retratan a Afra como una virgen.

## Culto
La iglesia de Santa Afra im Felde de Friedberg, a las puertas de Augsburgo, fue construida según la tradición en el lugar de su ejecución. Venancio Fortunato, un importante poeta de la época merovingia, mencionó este lugar alrededor del año 572 como lugar de culto y de peregrinación. La iglesia fue destruida en el año 955 durante una invasión húngara. 
Santa Afra fue canonizada en el año 1064 por el papa Alejandro II. Es la patrona de los penitentes, prostitutas, de las almas en pena y se pide por ella en casos de accidentes por incendio.

## Reliquias

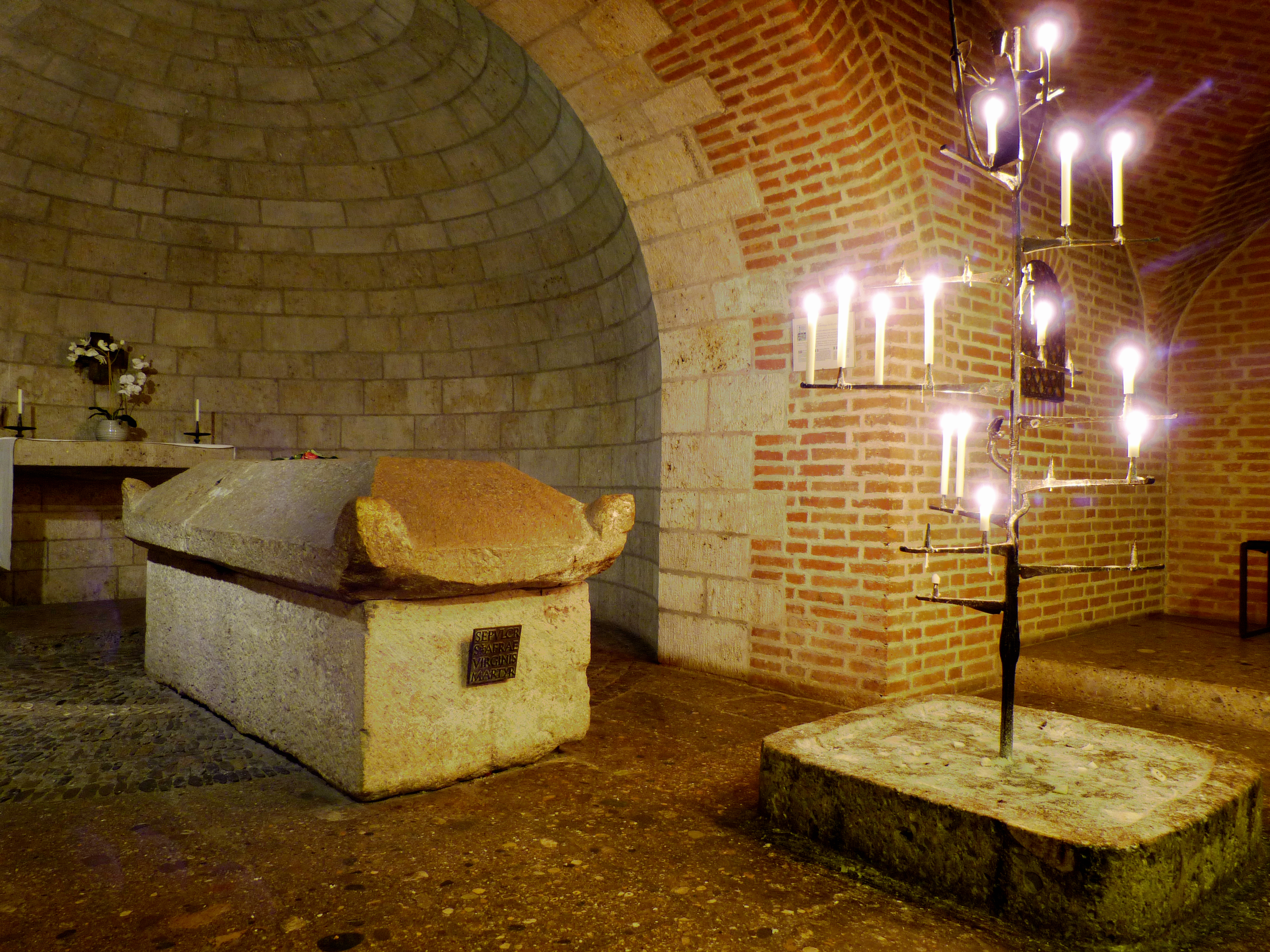
Sepultura de Santa Afra en la Abadía de San Ulrico y Santa Afra de Augsburg

Una reliquia de Santa Afra se conserva en la iglesia de San Juan de Ebringen, en Hegovia, en el cuerpo de una estatua de Afra de aproximadamente un metro de altura. No se ha aclarado cómo llegó el culto a Afra a Ebringen. 
Como regalo del emperador Enrique IV, cuyo cumpleaños era el día de Santa Afra, se guardó una espina dorsal de la santa en la capilla de Afra de la catedral imperial de Espira, pero se encuentra actualmente desaparecida.
También hay una fuente de Santa Afra en una capilla medio abandonada en dirección a Gottmadingen.
Por la vinculación de Afra con el patrón de Gerona, se erigió en el año 1344 un santuario cerca de Gerona, el Santuario de Santa Afra en el municipio de San Gregorio.